# Satyrus statilinus
Satyrus statilinus är en fjärilsart som beskrevs av Ruggero Verity 1927. Satyrus statilinus ingår i släktet Satyrus och familjen praktfjärilar. Inga underarter finns listade.